# Escobar de Polendos
Escobar de Polendos település Spanyolországban, Segovia tartományban. Escobar de Polendos Torreiglesias, Cabañas de Polendos, Cantimpalos, Escarabajosa de Cabezas, Mozoncillo és Escalona del Prado községekkel határos. Lakosainak száma 166 fő (2024).

## Népesség
A település népessége az elmúlt években az alábbi módon változott:
| Lakosok száma | 249  | 245  | 220  | 210  | 207  | 193  | 177  | 167  | 174  | 166  |
|               | 2001 | 2004 | 2007 | 2009 | 2012 | 2014 | 2017 | 2019 | 2022 | 2024 |